# Yainville
Yainville är en kommun i departementet Seine-Maritime i regionen Normandie i nordvästra Frankrike. Kommunen ligger i kantonen Barentin som tillhör arrondissementet Rouen. År 2022 hade Yainville 1 033 invånare.

## Befolkningsutveckling
| Befolkningsutvecklingen i Yainville 1968–2021 | Befolkningsutvecklingen i Yainville 1968–2021 | Befolkningsutvecklingen i Yainville 1968–2021 | Befolkningsutvecklingen i Yainville 1968–2021 | Befolkningsutvecklingen i Yainville 1968–2021 |
| --------------------------------------------- | --------------------------------------------- | --------------------------------------------- | --------------------------------------------- | --------------------------------------------- |
|                                               |                                               |                                               |                                               |                                               |
| År                                            |                                               |                                               | Folkmängd                                     |                                               |
| 1968                                          | 1968                                          |                                               | 993                                           |                                               |
| 1975                                          | 1975                                          |                                               | 1 117                                         |                                               |
| 1982                                          | 1982                                          |                                               | 1 246                                         |                                               |
| 1990                                          | 1990                                          |                                               | 1 135                                         |                                               |
| 1999                                          | 1999                                          |                                               | 1 181                                         |                                               |
| 2007                                          | 2007                                          |                                               | 1 105                                         |                                               |
| 2015                                          | 2015                                          |                                               | 1 064                                         |                                               |
| 2021                                          | 2021                                          |                                               | 1 037                                         |                                               |